# Palaeoeuscorpiidae
Famille
Les Palaeoeuscorpiidae sont une famille fossile de scorpions.

## Répartition
Les espèces de cette famille ont été découvertes en Birmanie et en France. Elles datent du Crétacé.

## Liste des genres
Selon World Spider Catalog 20.5 :
- † Archaeoscorpiops Lourenço, 2015
- † Burmesescorpiops Lourenço, 2016
- † Palaeoeuscorpius Lourenço, 2003

## Publication originale
- (en) Wilson R. Lourenço, « The first scorpion fossil from the Cretaceous amber of France. New implications for the phylogeny of Chactoidea », Comptes Rendus Palevol, 2003, vol. 2, no 3, p. 213–219.